# Vuelo 3054 de TAM Linhas Aéreas

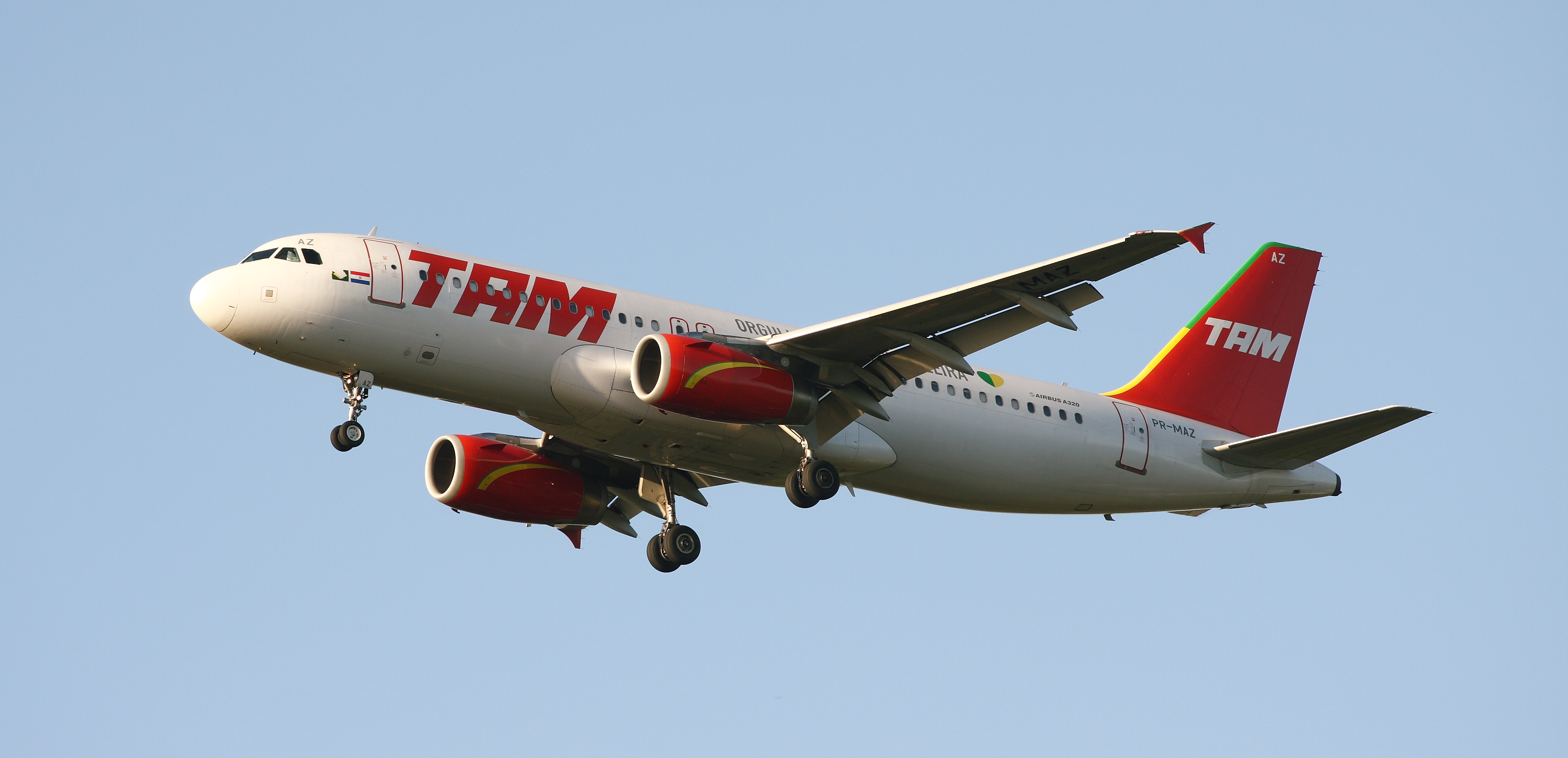
PR-MAZ, avión similar al implicado.

El vuelo 3054 de TAM (IATA: JJ3054 ICAO: TAM 3054) fue una ruta comercial nacional operada por TAM Linhas Aéreas (actualmente LATAM Airlines Brasil), con un Airbus A320-233, que partía del aeropuerto internacional de Porto Alegre con destino al aeropuerto de Congonhas de São Paulo. El 17 de julio de 2007, al intentar aterrizar en la pista 35L, la aeronave no frenó, rebasó la pista, planeó sobre la avenida Washington Luís y colisionó con el edificio de TAM Express y una gasolinera Shell. Murieron los 187 pasajeros y la tripulación, además de otras doce personas en tierra. Es el accidente aéreo más grave en la historia de la aviación brasileña, superando al Gol 1907. También el más mortífero en el que se ha visto implicado un avión de la familia A320 hasta esa fecha, siendo superado en octubre de 2015 por el Metrojet 9268, con 224 muertos.
El accidente, que fue investigado por el Centro de Investigación y Prevención de Accidentes Aeronáuticos, organismo dependiente de la Fuerza Aérea Brasileña, tuvo su informe final publicado en septiembre de 2009. Las principales causas del accidente fueron un error del piloto, al colocar los mandos de forma irregular, la falta de infraestructura aeroportuaria brasileña, la ausencia de surcos en la pista de Congonhas y la excesiva autonomía aplicada a los ordenadores de la aeronave.
Fue el desastre aéreo más grave de 2007.

## Antecedentes

### Reforma de las pistas de Congonhas

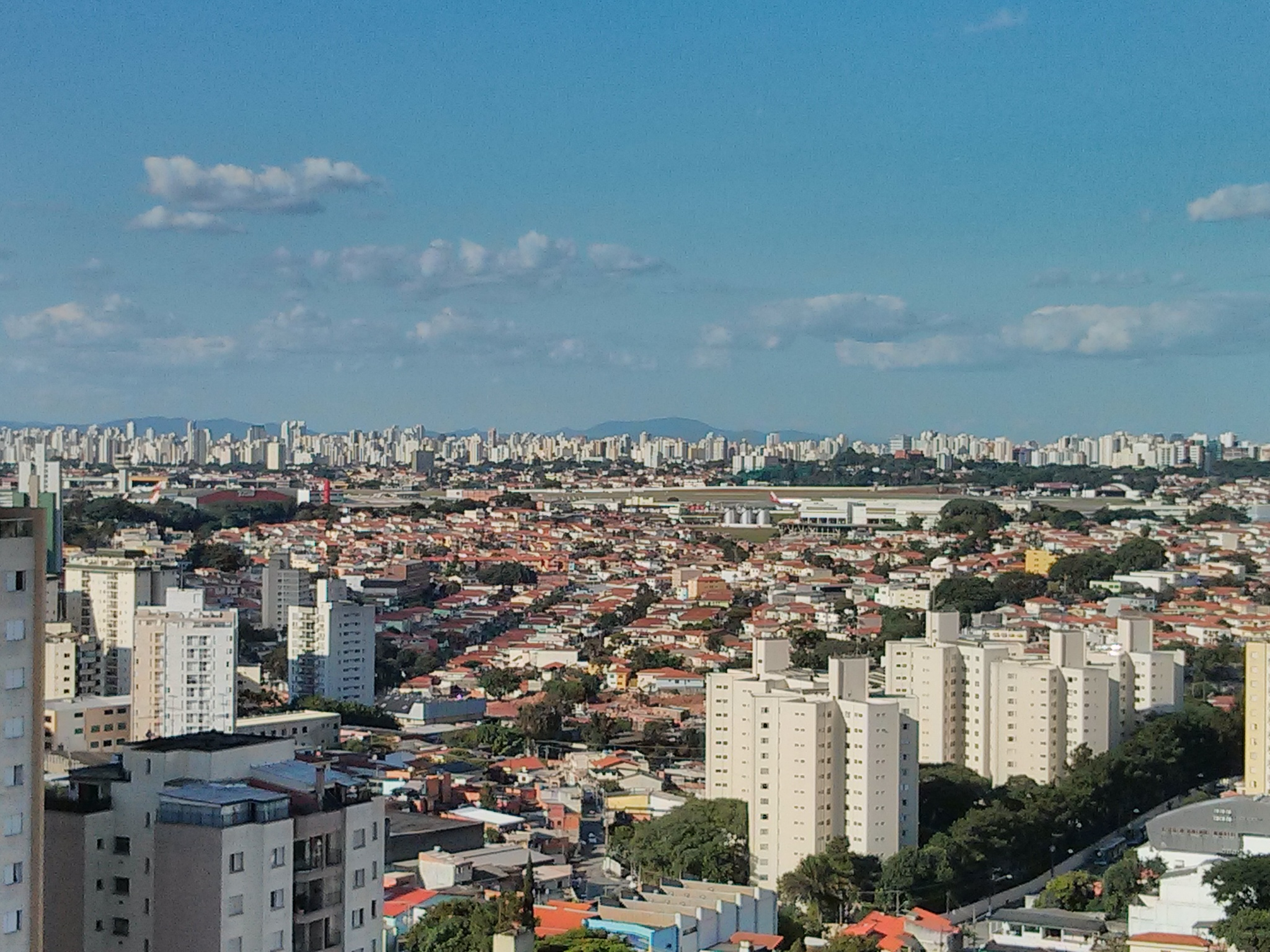
Vista del aeropuerto de Congonhas en 2016.

En las dos pistas del aeropuerto de Congonhas, una pendiente impedía canalizar el agua acumulada en el asfalto, que ya era liso debido al exceso de caucho provocado por la presión de los neumáticos al aterrizar. No había zonas de escape cerca de las cabeceras, ya que justo al final de la calzada estaba la avenida Washington Luís y varios edificios, casas y locales comerciales. El 24 de julio de 2006, un año antes del accidente, un Boeing 737 de BRA Transportes Aéreos se deslizó por la pista mientras aterrizaba en el aeropuerto y sólo pudo detenerse porque el piloto realizó una maniobra conocida como «giro del contrabandista», que evitó que la aeronave se estrellara contra dicha avenida. Debido a los retrasos y cancelaciones de vuelos provocados por la lluvia a principios de 2007, Infraero decidió repavimentar el asfalto de la pista principal del aeropuerto. Según el proyecto, se instalarían surcos en el asfalto, que son pequeñas ranuras para drenar el agua de lluvia y evitar inundaciones, ya que los pilotos advertían del mal agarre de la pista en los días de lluvia. Las obras concluyeron el 29 de junio, pero sin la instalación de los surcos, ya que, según Infraero, se necesitarían otros treinta días para aplicarlos. Mientras se renovaba la pista de Congonhas, la crisis del sector aéreo brasileño de 2006 seguía presente, por lo que se autorizó su uso sin los surcos.

### Dificultades para el aterrizaje

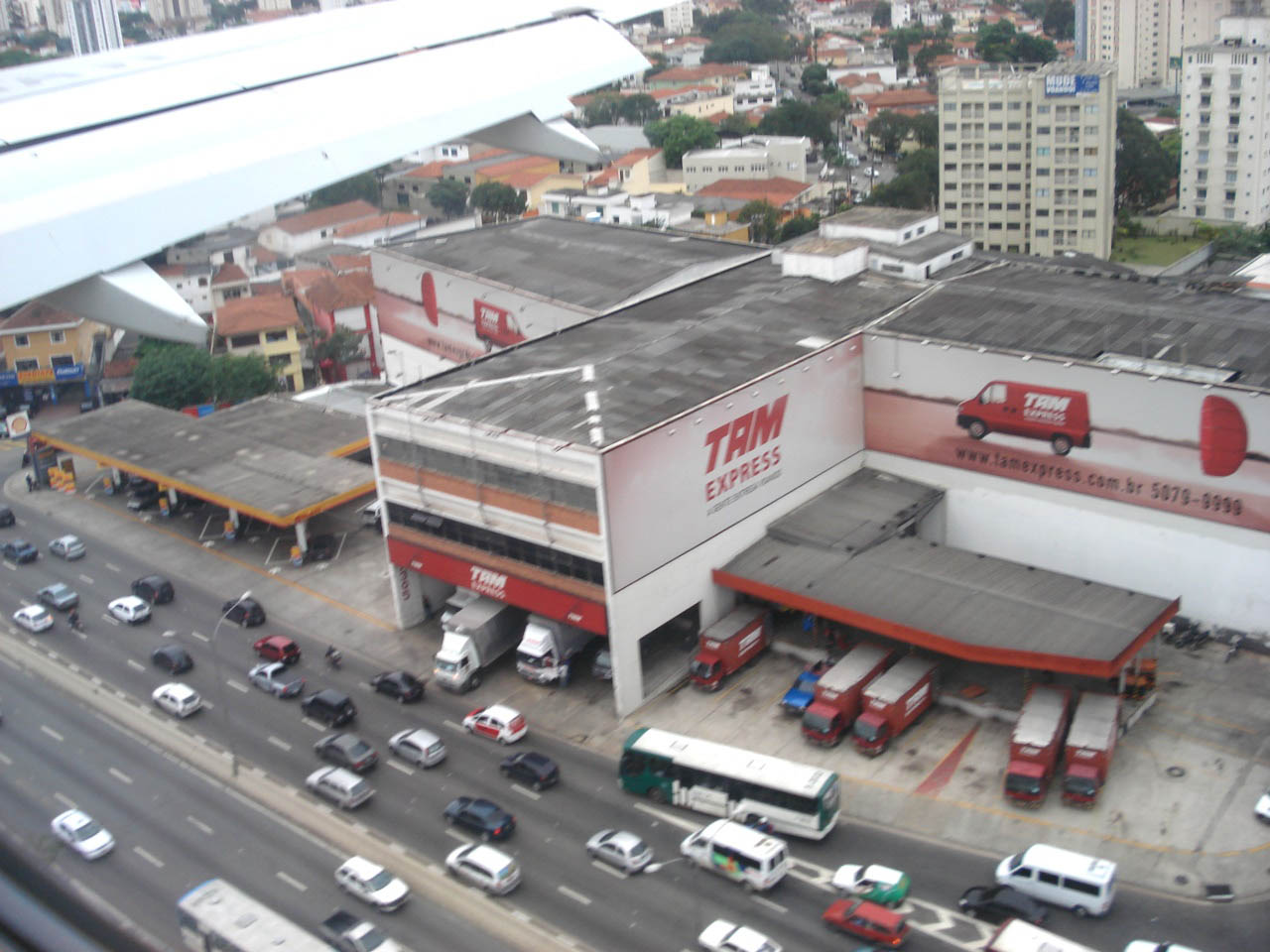
El almacén de TAM Express antes del accidente.

La pista 35L de Congonhas tiene 1940 m de longitud. El homólogo de Congonhas en Río de Janeiro, el aeropuerto Santos Dumont, tiene una pista aún más corta, de 1323 m. Ambos aeropuertos reciben el mismo tipo de tráfico, desde pequeños aviones privados hasta Boeing 737 y A320. Muchas variables afectan a la distancia de aterrizaje de un avión, como la velocidad de aproximación, el peso y la presencia de viento de cola o de proa. Para un Airbus A320, una velocidad de aterrizaje 20 nudos (37 km/h) superior a la normal puede suponer un aumento de hasta el 25 % en la longitud de pista necesaria para detener un avión. El tiempo húmedo también puede reducir significativamente el rendimiento de frenado de las aeronaves, lo que conlleva un aumento de la longitud mínima de pista necesaria.
Los pilotos llaman al aeropuerto de Congonhas el «portaaviones», por la corta longitud de la pista y porque se les dice que han de realizar una maniobra de go-around si sobrepasan los primeros 300 m de la pista.
En junio de 2007, un juez brasileño prohibió brevemente los vuelos con aviones Fokker 100, Boeing 737-700 y Boeing 737-800 dentro y fuera del aeropuerto. El Airbus A320 no estaba entre los prohibidos, debido a que su distancia de frenado declarada por el fabricante era menor que la de las empresas. Los pilotos se habían quejado de que se acumulaba agua en la pista, lo que reducía el rendimiento de frenado y, en ocasiones, provocaba aquaplaning. El juez alegó que la pista debía ser 388 m más larga para que los aviones pudieran operar con seguridad. En aquel momento, una portavoz de la Agencia Nacional de Aviación Civil de Brasil afirmó que «las condiciones de seguridad de la pista y del aeropuerto en su conjunto eran adecuadas». TAM también se opuso a la decisión, y su portavoz declaró: «Si la orden judicial se mantiene, causará un caos total», alegando que más de diez mil pasajeros diarios se verían perjudicados.
El 16 de julio, víspera del accidente, cuatro pilotos que aterrizaron en el aeropuerto informaron de que había poco agarre, entre ellos un aviador de TAM que consiguió frenar su avión pocos metros antes del final de la pista. Entre las 12:25 y las 12:28 horas, Infraero suspendió las operaciones en el aeropuerto para examinar las condiciones de la pista, que fue liberada debido a «la ausencia de charcos y capas de agua». Sin embargo, poco después de la comprobación, a las 12:42 horas, un ATR 42 de Pantanal Linhas Aéreas justo después de tocar el tren de aterrizaje en la pista hizo aquaplaning, lo que ocasionó que se deslizara e hiciera un giro brusco a la izquierda que terminó con la aeronave invadiendo la hierba y colisionando también con una caja de hormigón y una pequeña farola, antes de que el piloto consiguiera frenar la aeronave. Ninguna de las 21 personas que iban a bordo resultó herida, pero el avión quedó con el tren de aterrizaje destruido y el morro dañado. A pesar del incidente, los aterrizajes bajo la lluvia siguieron realizándose con normalidad en el aeropuerto.

## Aeronave y tripulación

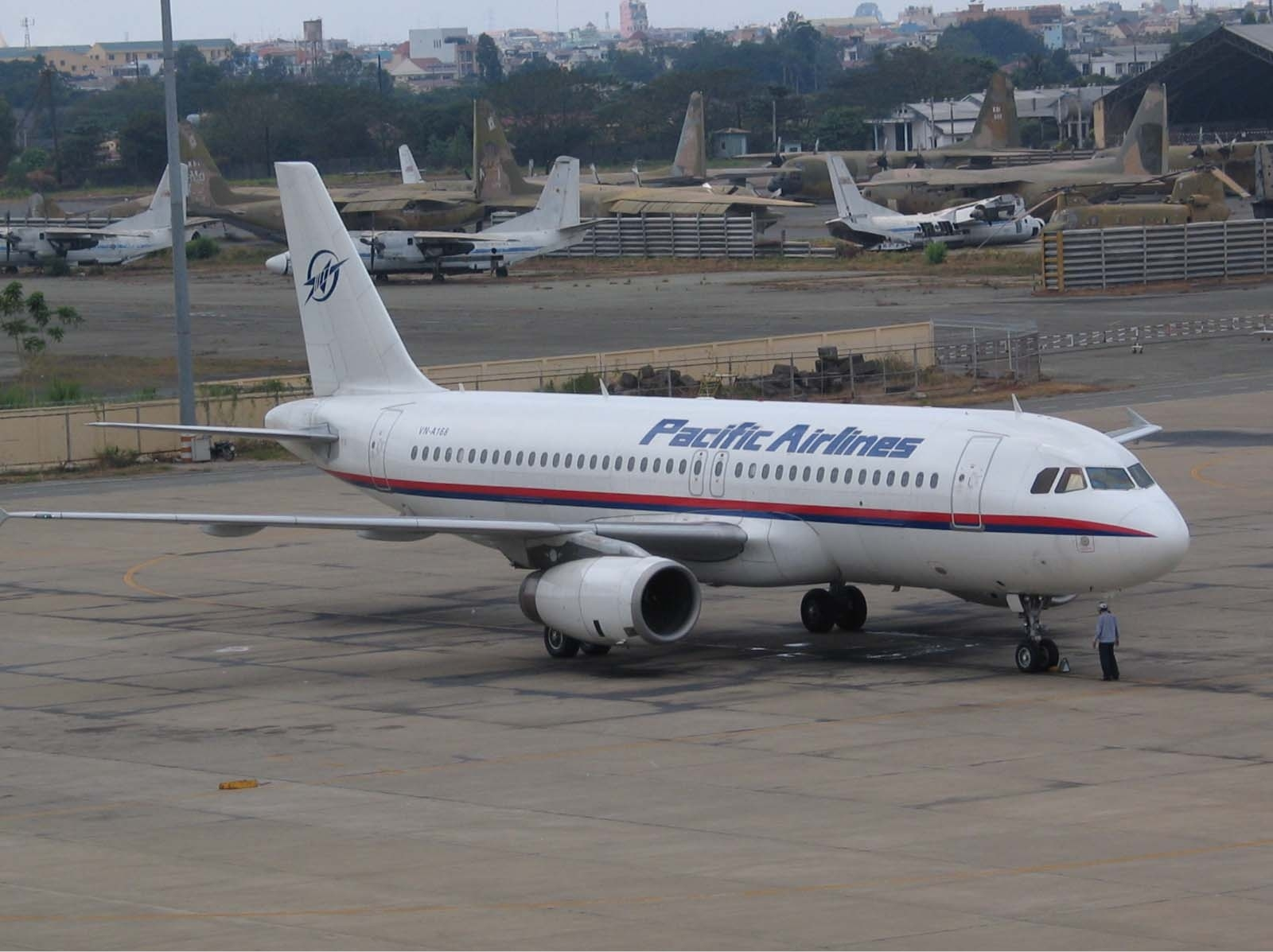
El avión accidentado, fotografiado en el Aeropuerto Internacional de Tan Son Nhat en febrero de 2004, cuando aún era operado por Pacific Airlines.

La aeronave implicada en el accidente era un Airbus A320-233, número de serie 789, fabricado en las instalaciones de Airbus en Hamburgo, Alemania. Estaba registrado en Brasil como PR-MBK, equipado con dos motores IAE V2527-A5. Su primer vuelo tuvo lugar el 13 de febrero de 1998 y entró en servicio un mes más tarde con TACA El Salvador, con matrícula salvadoreña N454TA. Posteriormente se incorporó a la flota de Pacific Airlines con la matrícula vietnamita VN-A168. También fue propiedad de la compañía turca Pegasus Airlines antes de entrar en servicio con TAM en diciembre de 2006. Además, tenía veinte mil horas de vuelo y nueve mil trescientos ciclos (aterrizajes y despegues sumados).
Por su parte, tenía un defecto en el inversor del motor derecho, que no funcionaba. Siguiendo las recomendaciones del fabricante francés Airbus, la aeronave podía operar, incluso con el inversor inoperativo, durante un máximo de diez días. Además, se informó que la aeronave no tenía dificultades para aterrizar en la pista del aeropuerto de Congonhas.
El vuelo estaba al mando del capitán Henrique Stephanini di Sacco, de 53 años, y con 13 655 horas de vuelo (2236 de ellas en el modelo A320), y del comandante Kleyber Aguiar Lima, de 54 años, y con 14 760 horas de vuelo, (237 de ellas en el modelo A320). Tras este accidente, TAM prohibió que los vuelos regulares fueran realizados por dos capitanes al mismo tiempo, debido a supuestos fallos en la logística de las tareas de cabina diagnosticados posteriormente por el CENIPA. Además de los pilotos, había cuatro auxiliares de vuelo a bordo y otros trece empleados no operativos de la compañía.

## Accidente

### Vuelo

La ruta del vuelo 3054.

La delegación del equipo de fútbol Grêmio debía embarcar en este vuelo. Los jugadores y el cuerpo técnico debían hacer conexión en Congonhas y continuar hacia Goiânia, donde tenían previsto jugar contra el Goiás, pero la dirección del club aplazó el viaje hasta el día siguiente. Tras embarcar, la aeronave despegó en dirección a São Paulo, ascendiendo al nivel de vuelo 340 (34 000 pies, aproximadamente 10 300 metros) y esquivando algunas formaciones nubosas. Unos 40 minutos después de alcanzar el nivel de crucero, la aeronave inició la aproximación para el aterrizaje. Inicialmente, iba a aterrizar en el aeropuerto de Guarulhos, donde las condiciones meteorológicas eran mejores, pero la tripulación decidió hacerlo en Congonhas.

### Aterrizaje y colisión

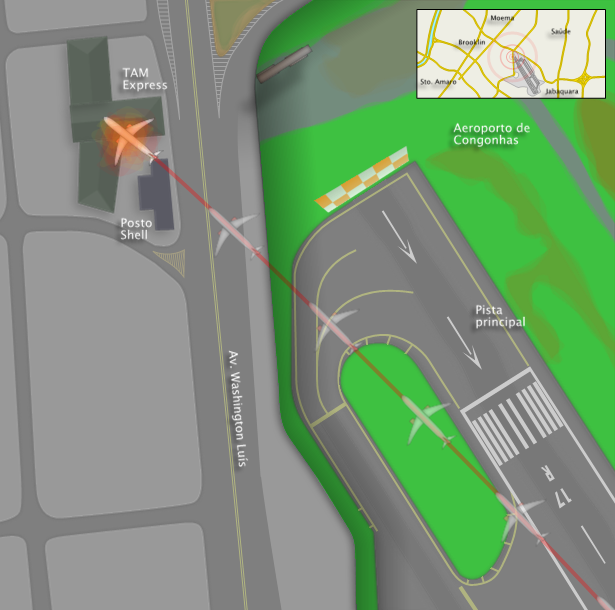
Trayectoria del avión al salirse de la pista.

El avión estaba autorizado a aterrizar en Congonhas por la pista 35L. Testigos presenciales y las cámaras de seguridad del aeropuerto mostraron que cuando tocó la pista en la zona conocida como «zona de toma de contacto», donde todos los aviones deben aterrizar, no redujo la velocidad, por lo que cruzó la pista a una velocidad media de 90 nudos (170 kilómetros por hora). La aeronave realizó un giro brusco a la izquierda, lo que hizo que se saliese de la pista e invadiera el césped y el patio de maniobras del aeropuerto. La pista está situada en una meseta, junto a la avenida Washington Luis, que estaba muy transitada en ese momento. El avión salió de los límites del aeropuerto, planeó sobre la avenida y colisionó con el edificio de TAM Express y una gasolinera Shell, lo que provocó una enorme explosión y un gran incendio. Los 187 ocupantes de la aeronave murieron en el acto, además de once personas que se encontraban en el edificio de TAM Express, así como un taxista que estaba en la gasolinera.
Los datos de la caja negra mostraron que, poco antes del aterrizaje, ambas palancas de aceleración del motor estaban en CLB (posición de ascenso, con un 80 % de potencia), reguladas por el sistema autothrust de la aeronave, un sistema que regula la potencia de los motores basado en una velocidad determinada por el piloto, con el objetivo de mantenerla siempre constante. Dos segundos antes del aterrizaje, se emitió una advertencia sonora por parte de la aeronave, aconsejando a los pilotos que llevaran las palancas a la posición de ralentí (posición de aterrizaje, sin potencia). Esto desactivaría el sistema autothrust de la aeronave, lo que haría que tuviera poca velocidad y permitiera frenar completamente dentro de los límites de la pista.
De acuerdo con el computador de a bordo del A320, para que los spoilers, superficies móviles sobre el ala que se abren para aumentar la resistencia al aire y reducir la velocidad, fueran armados, los motores debían estar en ralentí, sin potencia. La caja negra muestra además que, inmediatamente después de la advertencia para reducir las palancas, el piloto colocó solo la palanca izquierda en ralentí, lo que activó la reversa del motor izquierdo, mientras que la palanca derecha estaba en la posición CLB, con 80 % de potencia. Debido a la configuración incorrecta de las palancas, el computador de a bordo interpretó que la aeronave estaba realizando una maniobra de go-around. Una teoría presentada por el CENIPA es que los pilotos podrían no haber notado que el motor derecho permanecía en CLB, ya que el sistema autothrust desarrollado por Airbus, a diferencia de los modelos de otros fabricantes, no mueve las palancas mientras se altera la potencia de los motores. Así, cuando el piloto llevó la palanca del motor izquierdo al ralentí, desconectó el sistema de aceleración automática y el computador de a bordo no redujo la potencia del motor derecho al ralentí. Esta asimetría en las potencias de los motores provocó una pérdida de control, lo que hizo que la aeronave se desviara hacia la izquierda y saliera de la pista.

### Línea temporal

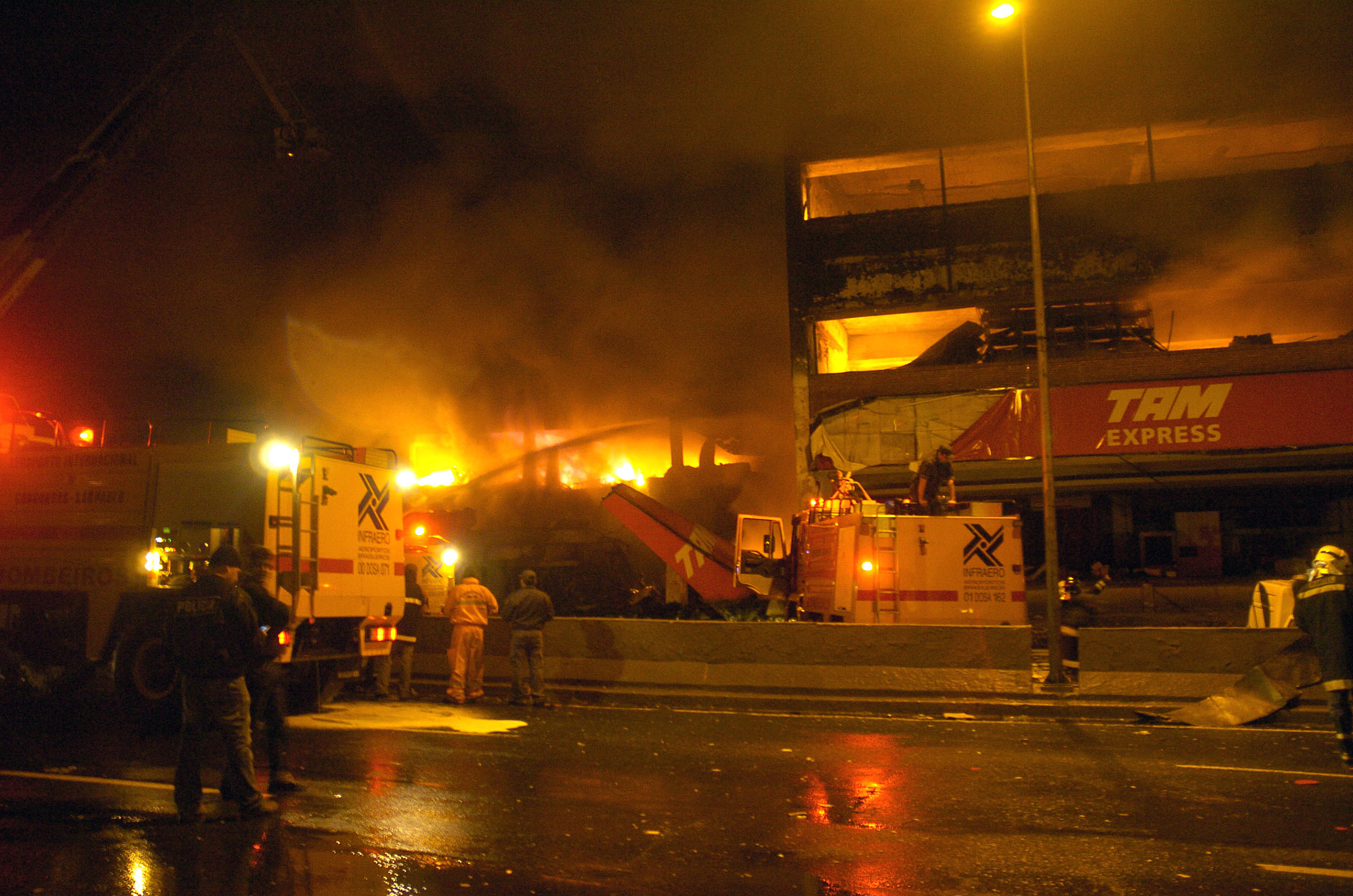
Edificio de TAM Express en llamas tras la colisión.

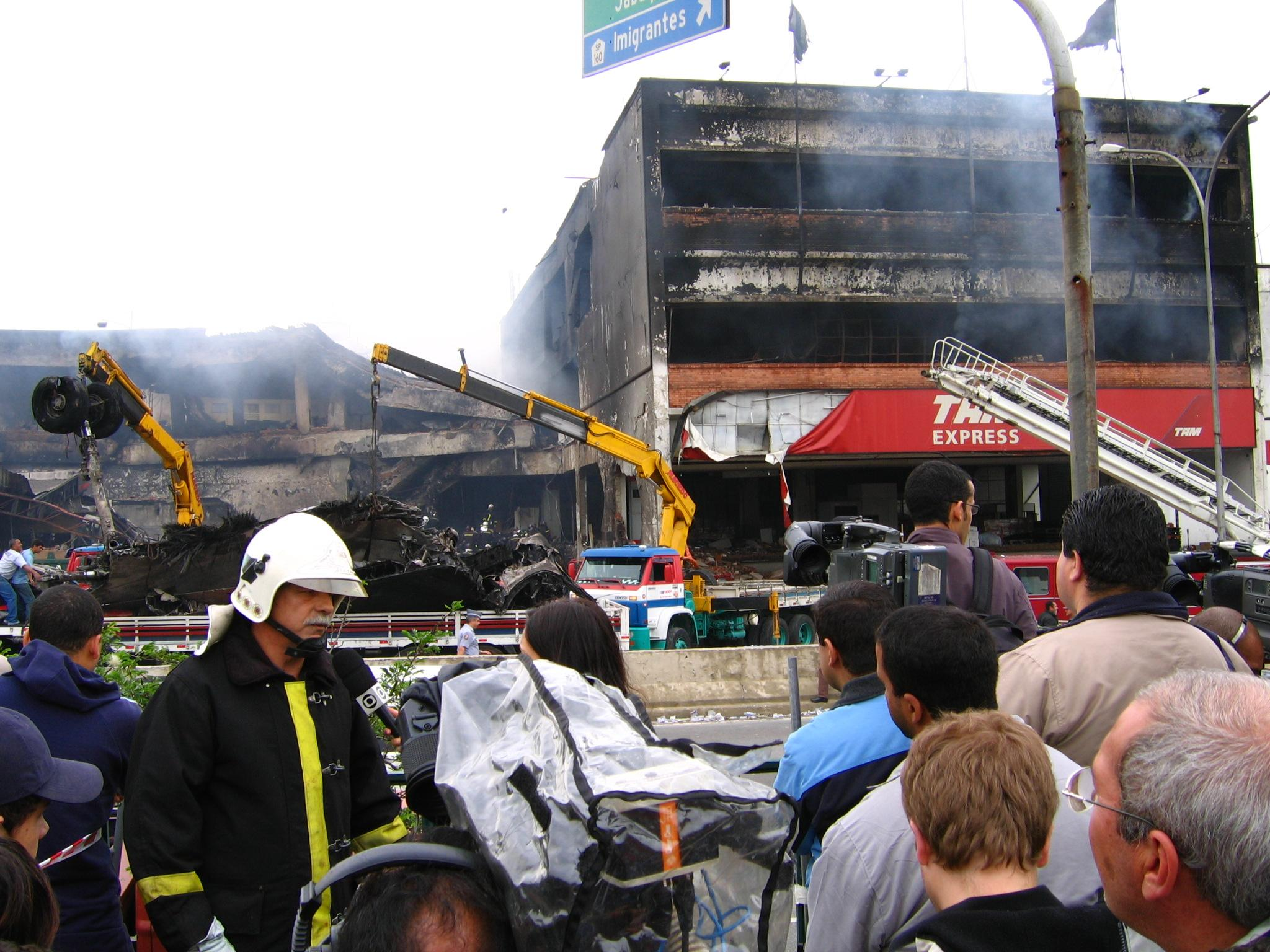
El almacén calcinado tras el accidente.

Fuente:
| Hora       | Hora       | Evento                                                                      |
| UTC        | UTC−3      | Evento                                                                      |
| ---------- | ---------- | --------------------------------------------------------------------------- |
| 20h19min   | 17h19min   | El avión despega del aeropuerto de Porto Alegre.                            |
| 21h20min   | 18h20min   | Inicio de la aproximación para el aterrizaje en el aeropuerto de Congonhas. |
| 21h43min   | 18h43min   | Los pilotos realizan la lista de comprobación para el aterrizaje.           |
| 21h47min   | 18h47min   | Aproximación final para aterrizar en la pista 35L, aterrizaje autorizado.   |
| 21h48min24 | 18h48min24 | Configuración incorrecta de las palancas.                                   |
| 21h48min26 | 18h48min26 | La aeronave toca pista.                                                     |
| 21h48min30 | 18h48min30 | El avión comienza a girar a la izquierda, hacia la hierba.                  |
| 21h48min40 | 18h48min40 | El avión invade el patio de maniobras.                                      |
| 21h48min50 | 18h48min50 | Colisión con el edificio de TAM Express.                                    |

## Investigación

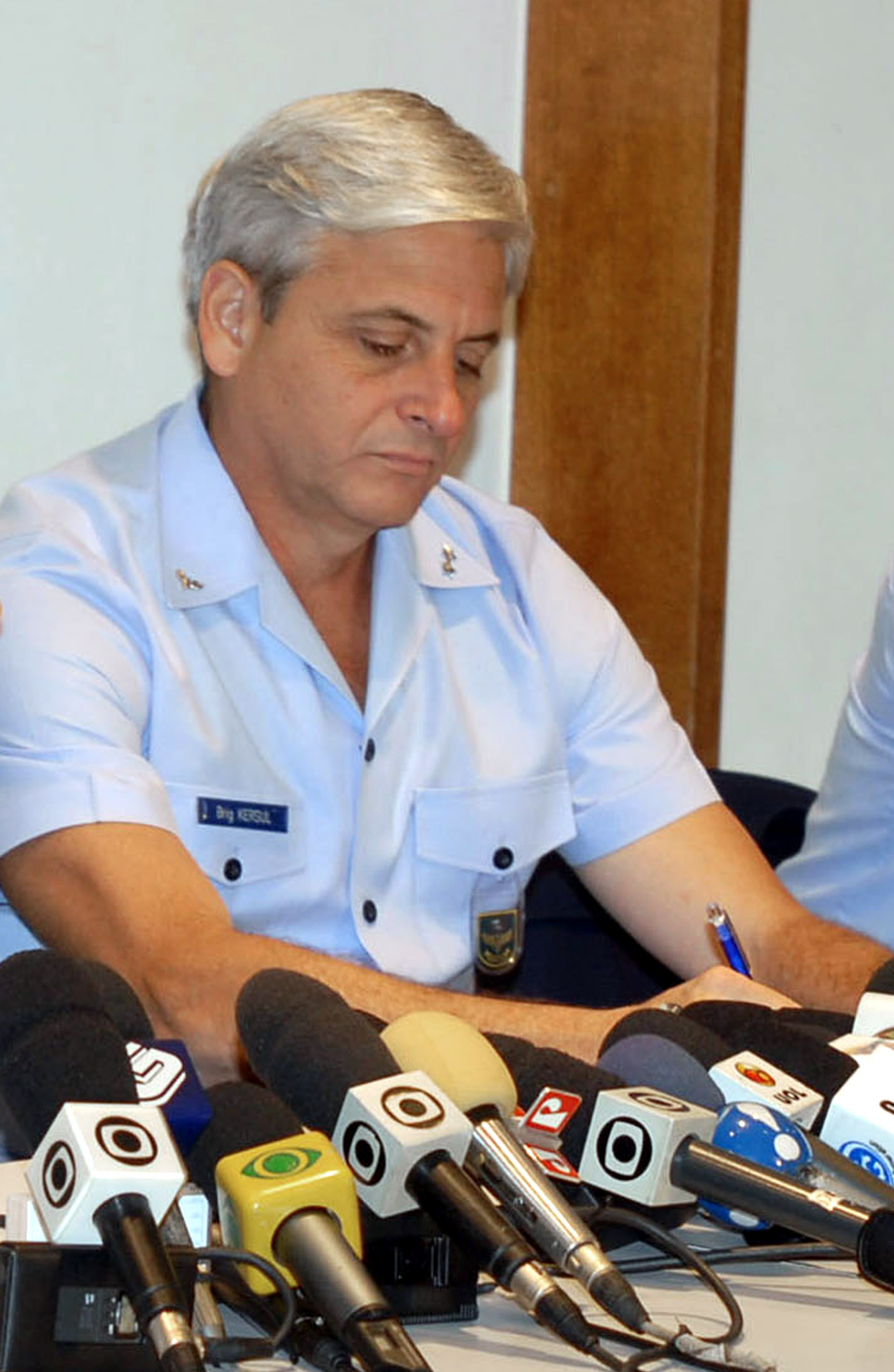
El brigadier Jorge Kersul Filho, responsable de la investigación del accidente, en una rueda de prensa.

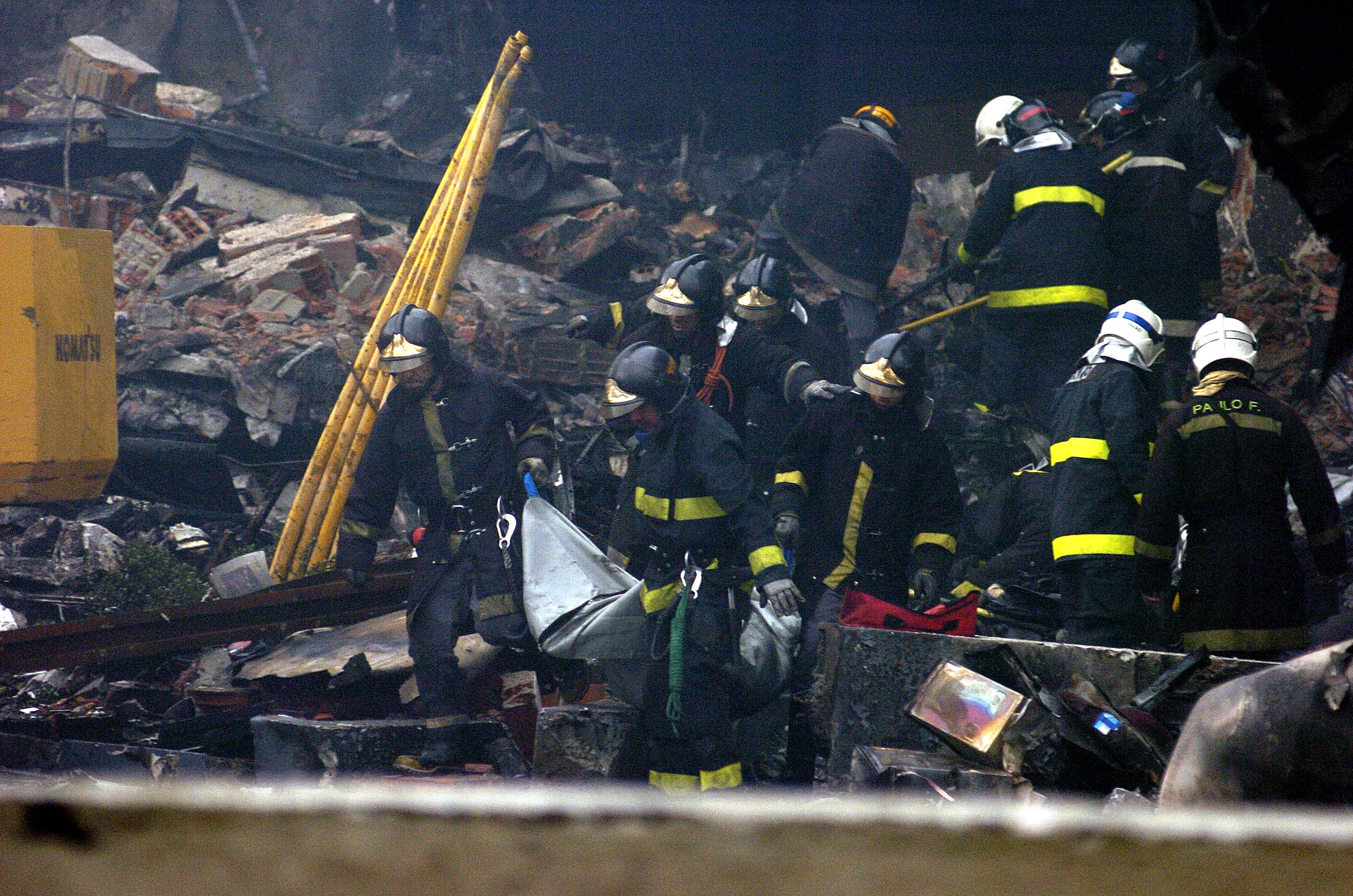
Los restos del vuelo 3054.

La investigación corrió a cargo del Centro de Investigación y Prevención de Accidentes Aeronáuticos (CENIPA). Las cajas negras del avión fueron abiertas por la Junta Nacional de Seguridad en el Transporte (NTSB) de Estados Unidos los días 20 y 23 de julio. Basándose en los datos preliminares de las cajas negras, el 25 de julio Airbus advirtió a los operadores del A320 que dieran instrucciones a sus pilotos para que se aseguraran de que las palancas del avión estuvieran en ralentí durante el aterrizaje. La transcripción de la caja negra se hizo pública el 1 de agosto, y demostró que los pilotos eran conscientes de las condiciones húmedas de la pista y de que el inversor estaba desactivado. Además, los comentarios de estos demostraron que los alerones no se abrieron durante el aterrizaje.
Una investigación del Ministerio Público de Brasil publicada en noviembre de 2008 concluyó que los pilotos dejaron por error la palanca para que el motor derecho ascendiera al aterrizar, debido a un error en los procedimientos de aterrizaje al estar desactivado el inversor de empuje derecho por un mantenimiento previo, cuando en realidad era necesario ralentizar ambos motores para que funcionaran los spoilers. También afirmaron que la Agencia Nacional de Aviación Civil debería haber cerrado el aeropuerto la noche en que aterrizó el avión debido a las fuertes lluvias; que las autoridades del aeropuerto de Congonhas compartían la culpa porque su pista no se había construido adecuadamente con surcos para drenar el exceso de agua de lluvia, lo que contribuyó al accidente; que el fabricante del avión, Airbus, debería haber proporcionado alarmas que avisaran a los pilotos de que el sistema de frenado estaba fallando; y que TAM no formó adecuadamente a sus pilotos, que no actuaron correctamente en la emergencia.

### Informe final
En septiembre de 2009, dos años después de la tragedia, el CENIPA publicó su informe final sobre el accidente, que concluía que una de las palancas que controlaban los motores estaba en posición de aceleración, en lugar de al ralentí, pero no se probó si hubo un error mecánico o humano en este factor.
El informe sugiere dos hipótesis para explicar el accidente. En la primera, se produjo un fallo en el control de potencia de los motores del avión, que habría mantenido una de las palancas de potencia en aceleración, independientemente de su posición real. En tales circunstancias, se produjo un fallo mecánico del avión. En la segunda hipótesis, el piloto habría llevado a cabo un procedimiento distinto del establecido en el manual, en el que ajustó las palancas de forma irregular, lo que caracterizaría un error humano.
Además de la posición de las palancas, el informe señala diversos factores que pudieron haber contribuido al accidente, como las fuertes lluvias del día, la formación de charcos en la vía, así como la ausencia de surcos para drenar el agua. Sin embargo, este no menciona el tamaño de la pista como factor que contribuyera al accidente.

## Reacciones

### Nacionales

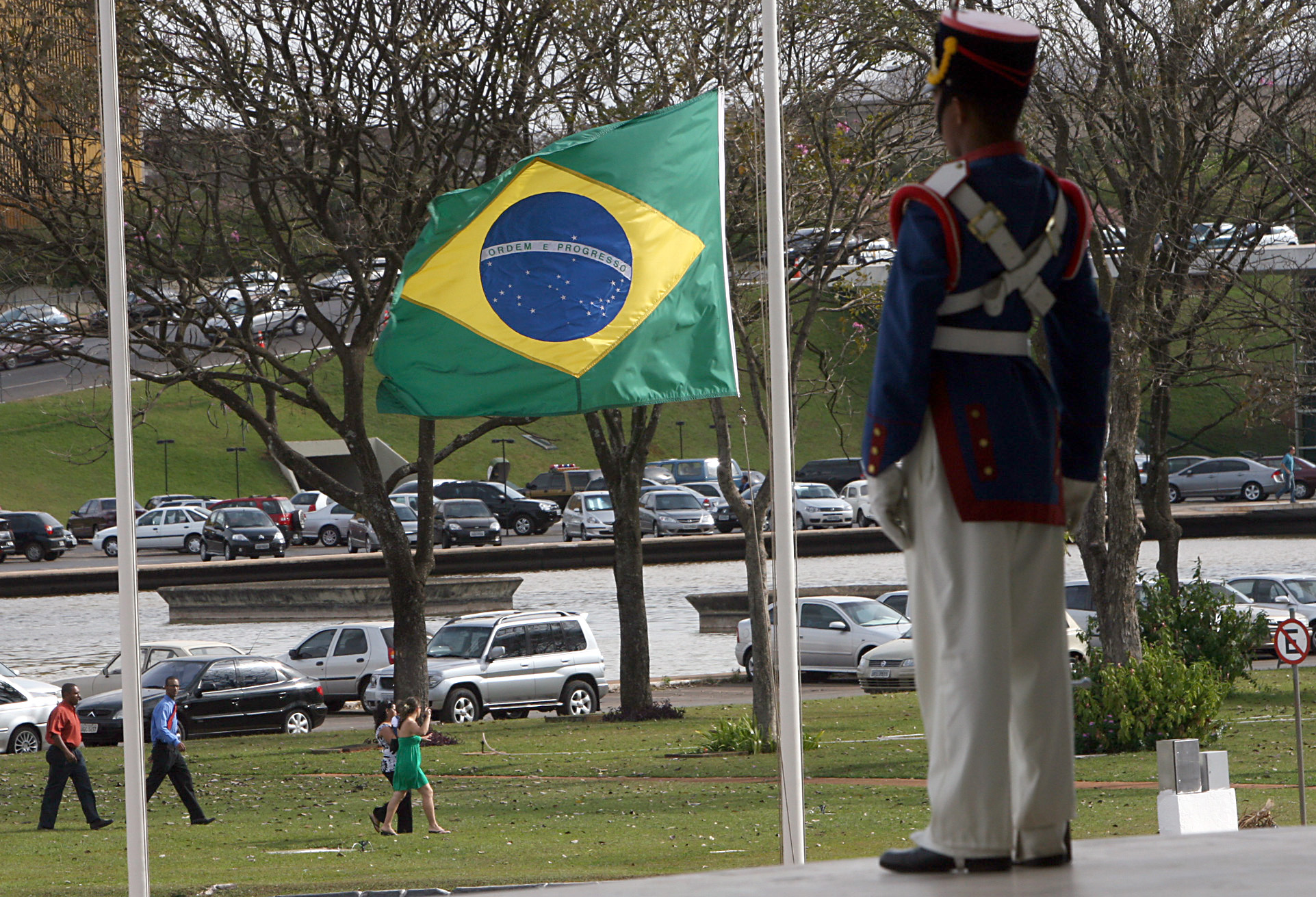
Bandera de Brasil izada a media asta, simbolizando el duelo por el accidente.

Tras el accidente, el presidente Luiz Inácio Lula da Silva decretó tres días de luto nacional.
Durante los Juegos Panamericanos de 2007, que se celebraban en Río de Janeiro, los atletas brasileños llevaron un brazalete negro en memoria de las víctimas. Además, las banderas de todos los países participantes ondearon a media asta el 18 de julio. Los partidos en los que participaba un atleta o equipo brasileño comenzaron con un minuto de silencio.
En el Campeonato Brasileño de Fútbol 2007, todos los partidos de las jornadas 11 y 12 comenzaron con un minuto de silencio. Los pilotos de Fórmula 1, Felipe Massa y Rubens Barrichello, llevaron una franja negra en la parte superior de sus cascos durante el Gran Premio de Europa de 2007 en honor de las víctimas, mientras que los pilotos de Red Bull Racing, David Coulthard y Mark Webber, también lucieron pequeñas banderas brasileñas en sus cascos.
Más de cinco mil personas acudieron al lugar del accidente el 29 de julio de 2007 para protestar, culpando al aeropuerto por la falta de infraestructuras. Muchos de los manifestantes exigieron también la destitución del presidente Luiz Inácio Lula da Silva.

#### Aeropuerto de Congonhas

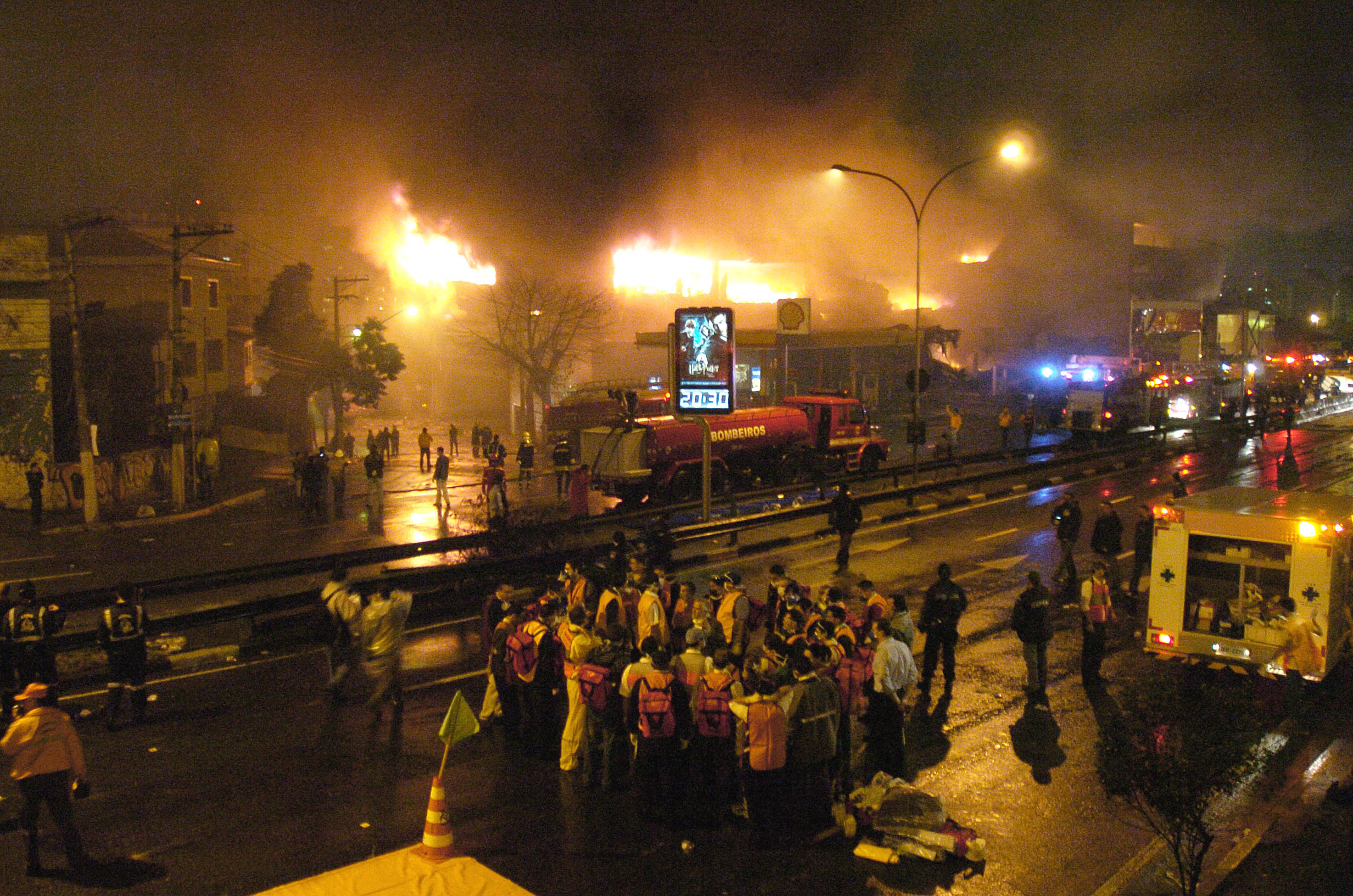
Edificio de TAM Express en llamas, visto desde la meseta del aeropuerto.

El aeropuerto reabrió el 19 de julio de 2007, utilizando la pista alternativa. Muchos vuelos, incluidos los de OceanAir y BRA Transportes Aéreos, fueron transferidos al Aeropuerto Internacional de São Paulo-Guarulhos, debido al cierre de la pista principal de Congonhas y a la investigación del accidente.
El 20 de julio, la jefa de Gabinete, Dilma Rousseff, anunció planes para reducir significativamente el número de vuelos en Congonhas. El plan incluía la prohibición durante 60 días de todas las conexiones, escalas, vuelos chárter e internacionales, así como la reducción del número de jets ejecutivos. El aeropuerto operaría vuelos directos sólo a unas pocas ciudades de Brasil. El plan también prevé un estudio sobre la ampliación de los aeropuertos de Guarulhos y Campinas, así como la construcción de un tercer aeropuerto en la región metropolitana.

### Internacionales

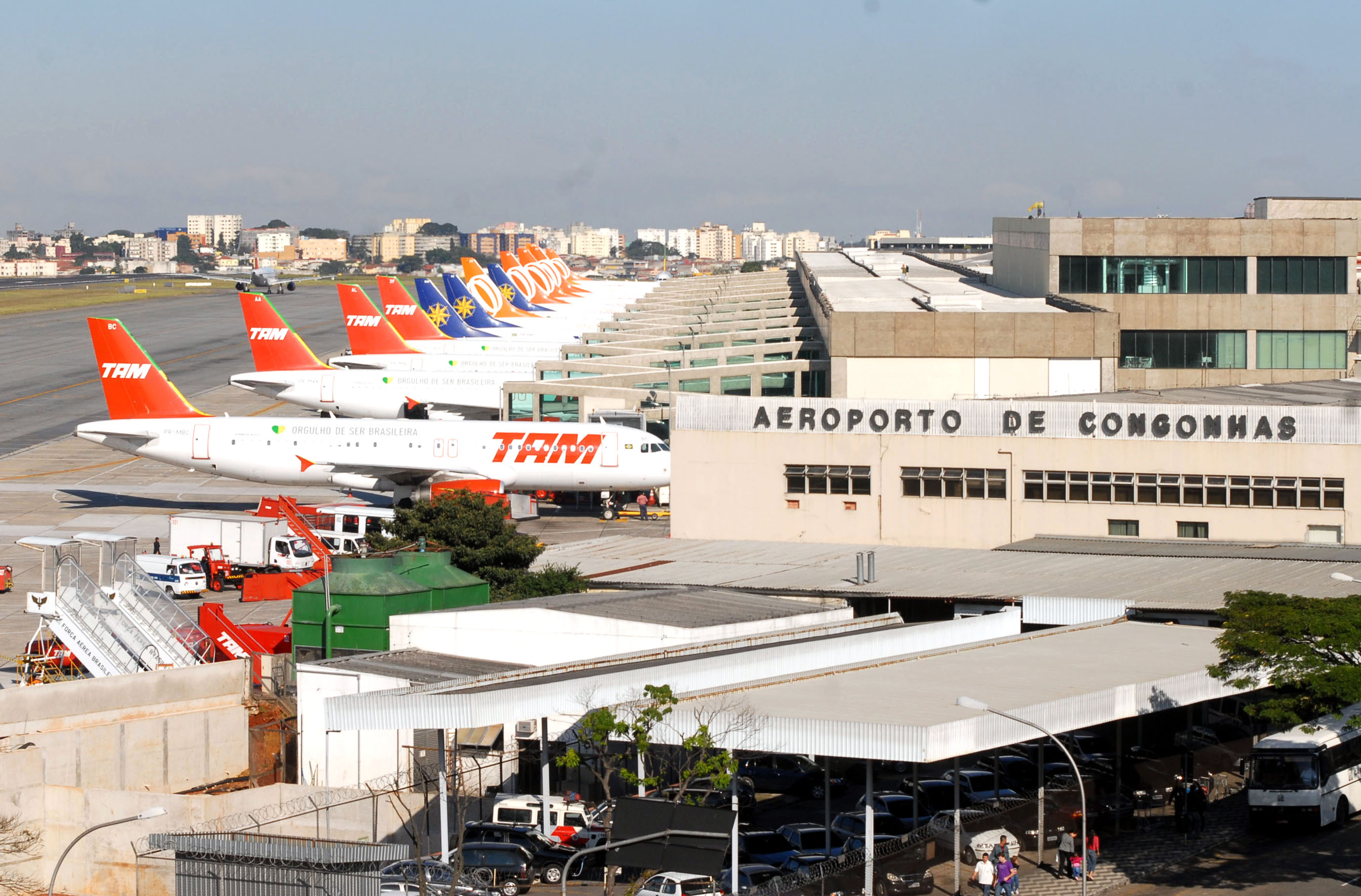
El aeropuerto de Congonhas dos días después del accidente.

- Alemania: El presidente alemán, Horst Köhler, envió un telegrama al presidente Luiz Inácio Lula da Silva, expresando su solidaridad con las familias de las víctimas de la tragedia. En un comunicado, la embajada alemana en Brasilia declaró que el gobierno del país estaba entristecido por la tragedia y se unió al luto de tres días izando la bandera nacional a media asta en la embajada.[45]
- Argentina: El presidente argentino, Néstor Kirchner, fue el primer Jefe de Estado que llamó al presidente Luiz Inácio Lula da Silva la noche del accidente para expresarle sus condolencias.[46]
- Chile: La presidenta de Chile, Michelle Bachelet, llamó al presidente Luiz Inácio Lula da Silva para expresarle sus condolencias.[46]
- China: El presidente chino, Hu Jintao, envió un mensaje de condolencia expresando su más sincero pésame a las familias de las víctimas y al gobierno y pueblo brasileños.[47]
- España: El heredero al trono español, Felipe, príncipe de Asturias, de visita en Brasil, siguió los acontecimientos y presentó sus respetos.[48]
- Estados Unidos: El portavoz del presidente estadounidense George W. Bush, Sean McCormack, expresó sus condolencias al pueblo brasileño, especialmente a las familias de las víctimas. La secretaria de Estado estadounidense, Condoleezza Rice, llamó personalmente al Ministro de Asuntos Exteriores brasileño, Celso Amorim, para expresarle sus condolencias.[46]
- México: El presidente mexicano Vicente Fox expresó sus condolencias por el accidente.[49]
- Perú: El presidente peruano, Alan García, expresó sus condolencias y su deseo de hablar con el presidente Luiz Inácio Lula da Silva.[46]
- Ciudad del Vaticano: En un telegrama dirigido al arzobispo de São Paulo, Odilo Scherer, y firmado por el secretario de Estado vaticano, Tarcisio Bertone, el papa Benedicto XVI envió sus condolencias a las familias de las víctimas, además de celebrar una misa por ellas.[50]
- Venezuela: El canciller venezolano, Nicolás Maduro, expresó sus condolencias al presidente y al pueblo brasileño.[51]

### Memorial

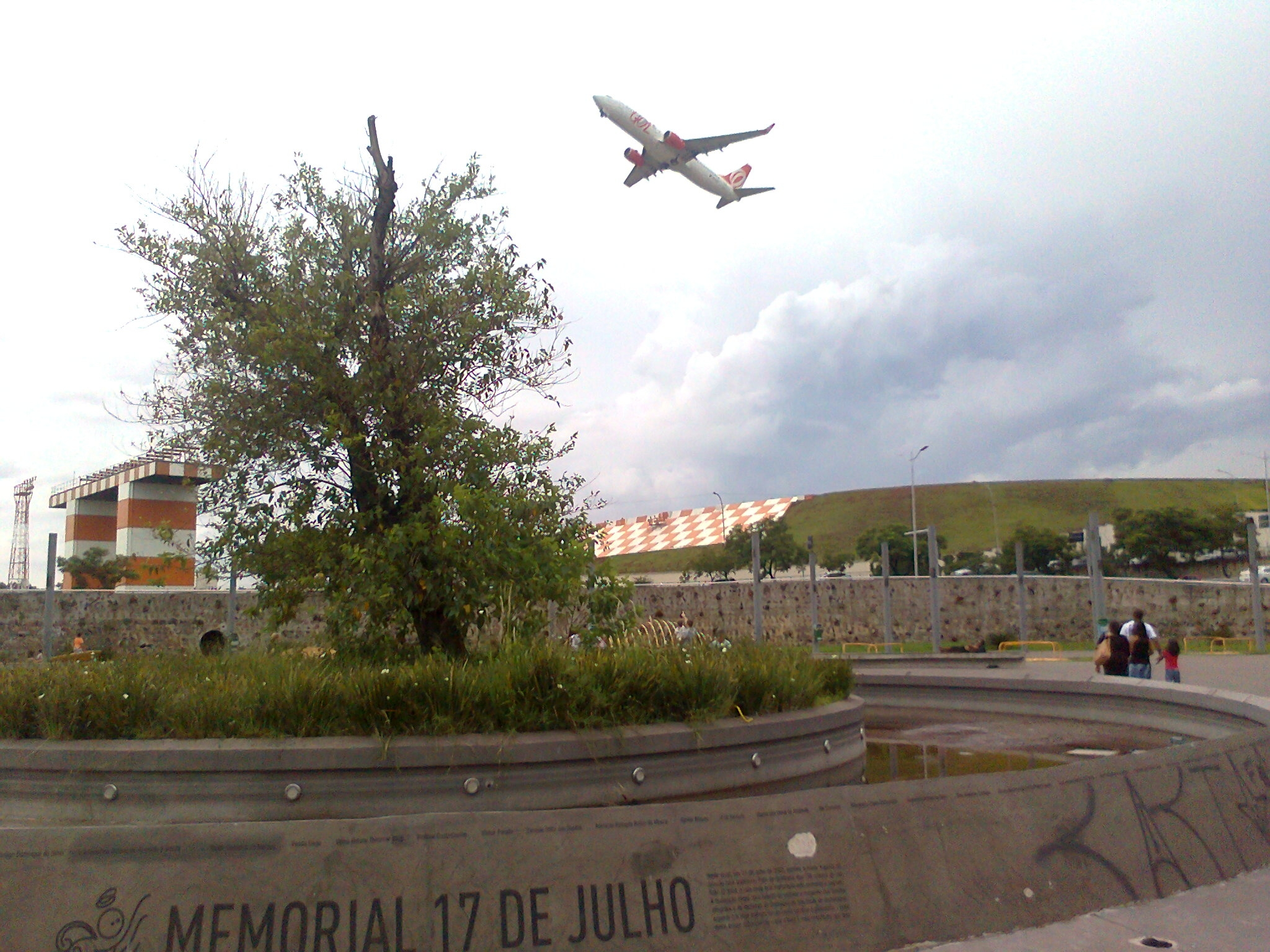
Memorial 17 de Julio, con la morera que resistió el accidente.

La plaza Memorial 17 de Julio se construyó en el lugar del accidente, inaugurada exactamente cinco años después. El memorial fue diseñado para el lugar de 8318 m² donde se alzaba el edificio de TAM Express, derruido el 5 de agosto de 2007. También hay un espejo de agua en la Plaza Memorial donde están grabados los nombres de las víctimas, así como una morera que sobrevivió al accidente. En Porto Alegre también hay una especie de memorial llamado Largo da Vida, donde se han plantado 199 árboles, situado cerca del aeropuerto Salgado Filho.

## Acciones judiciales
El 19 de noviembre de 2008 concluyó la investigación policial llevada a cabo por el Ministerio Público de Brasil, con un total de 13 600 páginas de informe, que llevó dieciséis meses de investigación, durante los cuales se escuchó a 336 personas. Para el Ministerio Público, la exdirectora de la Agencia Nacional de Aviación Civil, Denise Abreu, y el director de seguridad de TAM, Marco Aurélio dos Santos de Miranda, deben ser condenados por poner en peligro intencionadamente la seguridad del transporte aéreo. La investigación policial reveló que, en febrero de 2007, la juez federal de São Paulo Cecilia Marcondes anunció una medida para restringir los aterrizajes en Congonhas los días de lluvia. Denise presentó un documento en el que garantizaba la seguridad del aeropuerto, incluso en días de lluvia, pero que fue aceptado por el juez sólo como un estudio técnico, que prohibía las operaciones en caso de niveles de agua superiores a tres milímetros. Al no tratarse de un reglamento, sino de un estudio técnico, no había obligación de seguirlo.
En 2011, el Ministerio Público inició una investigación penal contra Denise Abreu, Marco Aurélio dos Santos de Miranda y Alberto Fajerman, vicepresidente de operaciones de TAM. Se les acusaba de descuidar la seguridad del transporte aéreo al permitir que los aviones aterrizaran en condiciones adversas, incluso sin los surcos de la pista de Congonhas. El juicio comenzó en São Paulo en 2013. En 2014, el MPF retiró la acusación contra Alberto Fajerman, por falta de pruebas. La acusación contra Denise de falsedad ideológica fue retirada en noviembre de 2014.
En 2014, la aseguradora Itaú Seguros, encargada de pagar las indemnizaciones por la tragedia, inició una demanda en Brasil contra Airbus por 350 millones de reales (unos 156.2 millones de dólares). Airbus afirmó en un comunicado que, según los informes finales divulgados por el CENIPA, la empresa no tuvo implicación directa en la catástrofe, y que el responsable del accidente fue TAM, por falta de formación; ANAC, por despejar la pista sin los surcos; y los pilotos, por la configuración incorrecta de las palancas.

## Pasajeros notables
| Nacionalidad   | Pasajeros | Tripulación | En tierra | Total |
| -------------- | --------- | ----------- | --------- | ----- |
| Brasil         | 171       | 6           | 12        | 189   |
| Francia        | 2         | 0           | 0         | 2     |
| Argentina      | 2         | 0           | 0         | 2     |
| Portugal       | 1         | 0           | 0         | 1     |
| Estados Unidos | 1         | 0           | 0         | 1     |
| Sudáfrica      | 3         | 0           | 0         | 3     |
| Perú           | 1         | 0           | 0         | 1     |
| Total          | 181       | 6           | 12        | 199   |

Entre los pasajeros estaban:
- Júlio Redecker (51), diputado federal de Rio Grande do Sul por el Partido de la Social Democracia Brasileña (PSDB), líder de la tribuna de oposición en la Cámara de Diputados de Brasil.[65][66][67]
- Paulo Rogério Amoretty Souza (61), expresidente del Sport Club Internacional y abogado del Sport Club Corinthians Paulista.[65]
- Márcio Rogério de Andrade (35), exfutbolista y agente de la FIFA.[68]

Además de estos pasajeros, el superintendente de TAM Linhas Aéreas en el estado de Rio Grande do Sul, Marco Antônio da Silva, era uno de los trece empleados no operativos de la aerolínea que viajaban en el vuelo. Varios empresarios conocidos en las economías de São Paulo y Rio Grande do Sul también fueron víctimas del accidente, entre ellos:
- João Roberto Brito (50), director regional de operaciones de SBT Porto Alegre;
- João Francisco Caltabiano (40) y Pedro Augusto Linhares Caltabiano (38), hermanos y socios que dirigían el Grupo Caltabiano, un negocio de concesionarios de automóviles;[70][71]
- Ivalino Bonatto (45), director financiero de la bodega Aurora, en Bento Gonçalves, Rio Grande do Sul. Su cuerpo, junto con los de otras tres víctimas, nunca se encontró;[72]
- Atílio Sassa Bilíbio (62), propietario de la metalúrgica Medabil y vicepresidente del Centro de Industrias de Rio Grande do Sul.[73]

De las 199 víctimas del accidente, cuatro no fueron identificadas por el Instituto Médico Legal y se cree que desaparecieron entre los escombros. Se trata del ejecutivo Ivalino Bonatto (45), la azafata (y miembro de la tripulación) Michelle Leite (26), el ingeniero Andrei François de Mello (42) y el bebé Levi Ponce de Leão (1 año y 8 meses). De las cuatro víctimas sólo se encontraron algunas de sus pertenencias, lo que permitió a las familias realizar entierros simbólicos sin los cuerpos de estos pasajeros.

## Modificación de los procedimientos

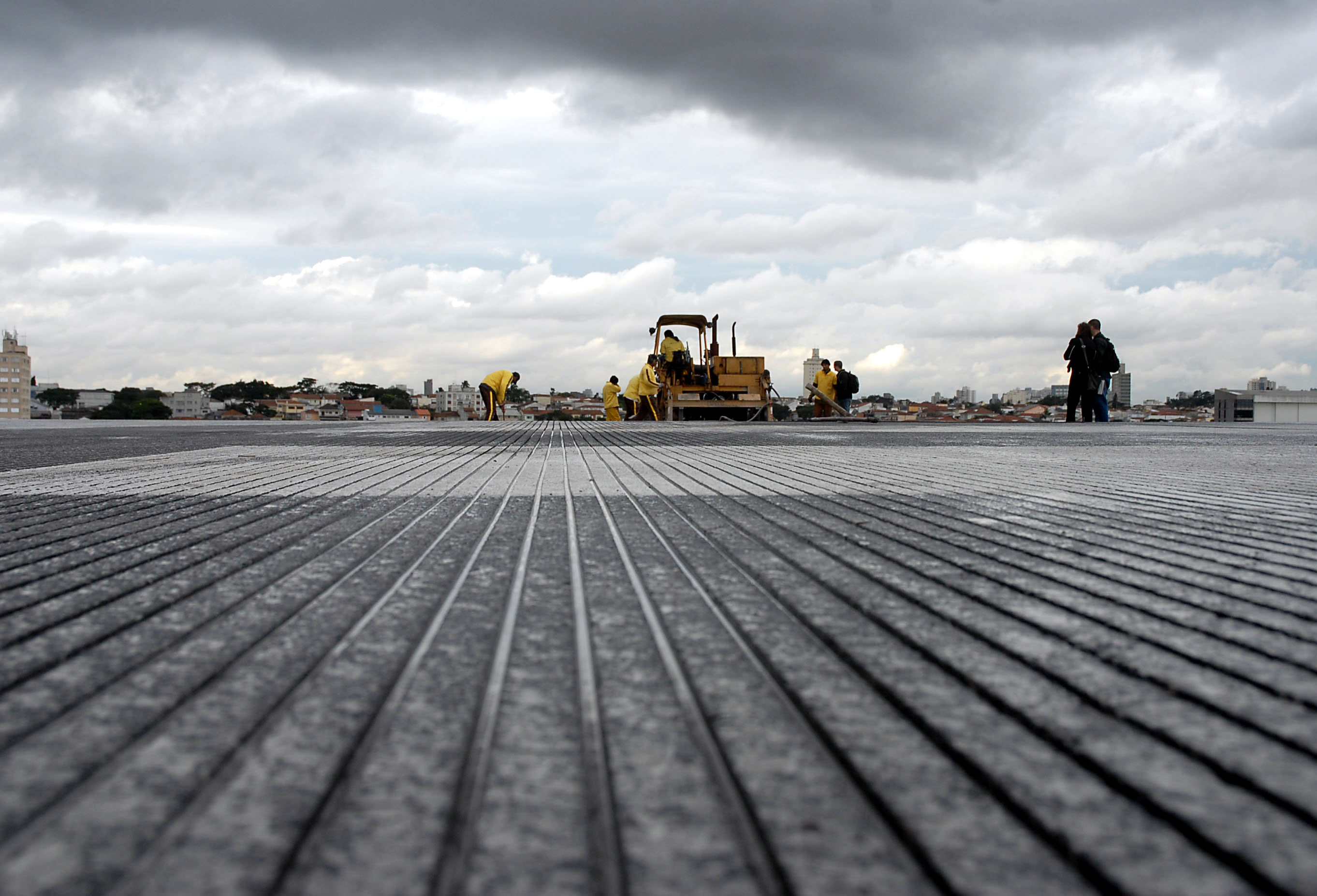
Implementación de surcos para drenar el agua de las lluvias tras el desastre en Congonhas.

El accidente del TAM dio lugar a cambios para aumentar la seguridad de los vuelos. El informe del CENIPA enumeró 83 recomendaciones para evitar que ocurriera otra tragedia. Uno de los cambios fue la instalación de un dispositivo con luces y avisos sonoros para alertar a los pilotos de un error en la posición de las palancas. Las distancias de despegue y aterrizaje en Congonhas se redujeron de 1940 metros en la pista principal a 1790 metros para el despegue y 1660 metros para el aterrizaje y, en la pista auxiliar, a 1345 metros para el despegue y 1195 metros para el aterrizaje respectivamente, lo que permite la creación de una zona de escape, y se prohibió la operación sin surcos en la pista. La pista auxiliar ya no puede utilizarse para aterrizajes y ha sido remodelada para evitar la acumulación de agua. Se han prohibido los aterrizajes en este aeropuerto con la marcha atrás bloqueada y se ha impuesto un límite de peso para los aterrizajes. La Agencia Nacional de Aviación Civil (ANAC) ha establecido un número fijo de 33 slots (autorizaciones de aterrizaje y despegue) por hora. Antes del accidente no había ningún límite establecido. La aviación general tiene dos movimientos por hora en la pista principal y cuatro por hora en la pista auxiliar. Se implantó una nueva red aérea que organiza las rutas y los horarios de vuelo, además de una mayor supervisión operativa de las compañías aéreas. Se reforzó la formación de los pilotos para actuar en casos de operación con el inversor bloqueado y se mejoró en situaciones que requieren reentrada, como fue el caso de este accidente. Infraero intensificó la inspección de elementos de seguridad como el pavimento, la fricción, la macrotextura de la pista, la señalización y las ayudas a la navegación aérea. También se ha mejorado la formación de los bomberos en rescates aéreos.

## Dramatización
- El accidente fue objeto de un episodio de la serie de televisión Mayday: catástrofes aéreas, emitida por el canal privado National Geographic, que relata todos los acontecimientos del accidente y la investigación final. El episodio se titula «Deadly Reputation» (en español, «Reputación mortal»), debido a la mala reputación del aeropuerto de Congonhas, concretamente de la pista 35L.[6]
- Este accidente también fue presentado en la serie documental de Netflix llamada «A Tragedy Foretold: Flight 3054» (en español, «Conghonas: Tragedia Anunciada»), estrenada el 23 de abril de 2025. La serie cuenta con una temporada de tres episodios.[80]